# David Gale

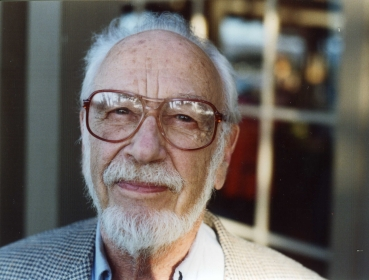
David Gale in 2003

David Gale (New York, 13 december 1921 - Berkeley, 7 maart 2008) was een vooraanstaand Amerikaans wiskundige en econoom. Hij behaalde zijn Ph.D. aan de Princeton-universiteit in 1949. Hij was hoogleraar aan de Brown-universiteit van 1950 tot 1965 en daarna aan de Universiteit van Californië, Berkeley, waar hij was verbonden aan de faculteiten wiskunde, economie en "Industrial Engineering en Operations Research". Hij is vooral bekend door zijn bijdragen op de gebieden van de wiskundige economie, speltheorie en convexe analyse. Hij was lid van de American Academy of Arts and Sciences en de National Academy of Sciences.
- Bibliothèque nationale de France: cb122785147 (data)
- DBLP: 91/1409
- Gemeinsame Normdatei: 119092425
- International Standard Name Identifier: 0000 0000 8118 1878
- Library of Congress Control Number: n2008021092
- Nationale Bibliotheek van Letland: 000086290
- Mathematics Genealogy Project: 10282
- Nationale Bibliotheek van Tsjechië: xx0204168
- Nationale Bibliotheek van Israël: 987007423611205171
- Nederlandse Thesaurus van Auteursnamen: 18277094X
- Système universitaire de documentation: 031602223
- Virtual International Authority File: 39438380